# 背教

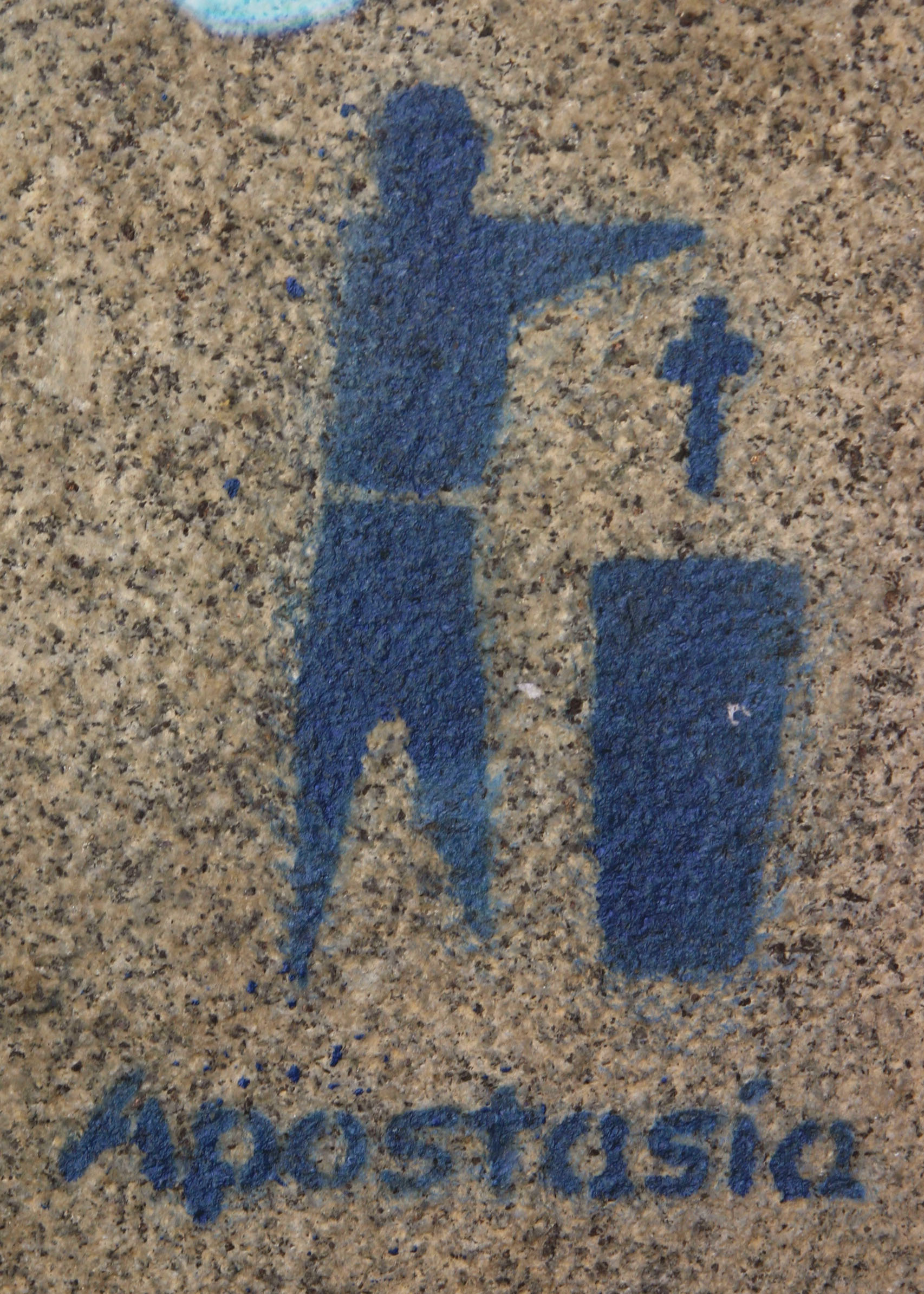
スペインの集団背教キャンペーンのロゴ、カトリック教会からの亡命を呼びかける

背教（はいきょう、ギリシャ語:αποστασία、英語: Apostasy）とは教え、宗教の教義・教理などに背くことである。

## 宗教

### キリスト教

#### 背教者
背教者（lapsi）の区分。
1. 供犠者（sacrificati）　偶像にいけにえをささげた者。
2. 供香者（thurificati）偶像に焼香した者。
3. 供え者奉納所持者（libellatici）　リベッルス（英語: Libellus） という証明書[1]の所持者。

#### 聖書
新約聖書の使徒行伝21:21、第二テサロニケ2:3にこの語がある。

#### カトリック教会
マカバイ2:15もあげる。ドナトゥス派が背教グループから離教グループになったとみなしている。

## 日本
中田信蔵は『背教者列伝』で徳富蘇峰を批判した。内村鑑三の弟子である小山内薫は『背教者』を書いた。